# Sétimo Waquim
Sétimo Waquim (Timon, 27 de novembro de 1949) é um advogado e político brasileiro. Ele foi deputado federal (2007–2015). Filiado ao Movimento Democrático Brasileiro (MDB), foi deputado federal pelo Maranhão.
É casado com Socorro Waquim.

## Carreira política
Começou a carreira política em 2006 ao ser eleito deputado federal pelo PMDB, sendo reeleito em 2010.
Candidatou-se a deputado federal em 2014, sem lograr êxito. Consegue eleger Socorro Waquim prefeita de Timon em 2004, sendo esta reeleita em 2008.